# Abdullah Öcalan
Abdullah Öcalan ([ød͡ʒaɫan]), Ömerli, 1949. április 4. –) közismert nevén: Apo (az Abdullah és kurd nyelven a „nagybácsi” szó rövidítéséből ered), a Kurdisztán Törökországhoz tartozó részének felszabadítása céljából 1978-ban létrehozott Kurdisztáni Munkáspárt (PKK) egyik vezetője, amelyet terrorszervezetként tartanak számon Törökország mellett több államban és szervezetben, beleértve a NATO-t, az Amerikai Egyesült Államokat és az Európai Uniót.
Öcalant 1999-ben a CIA és a török biztonsági erők Nairobiban letartóztatták, majd Törökországba szállították, ahol a török büntető törvénykönyv 125. paragrafusa értelmében „az állam egysége ellen elkövetett támadás” miatt halálra ítélték, amit a bíróság el is fogadott. Ám az európai uniós csatlakozás reményében, hogy megfeleljenek a nemzetközi elvárásoknak, az Öcalanra kiszabott halálbüntetést 2000 januárjában életfogytig tartó börtönbüntetésre változtatták.
Abdullah Öcalan 1999 augusztusi beszédében felszólította a Kurd Munkáspártot, hogy vonuljon vissza a török területekről, így a párt még szabadon lévő képviselői (kivéve a keményvonalasokat) teljesítették a vezér követeléseit. 2000 februárjában a Kurd Munkáspárt hivatalosan is bejelentette, hogy felhagy a 15 éve tartó harccal. Beszüntették merényleteiket is a török lakosság és hadsereg ellen, illetve fő célkitűzésük a kulturális szabadság kivívása lett, melyet politikai eszközökkel kívánnak elérni. 1999 és 2009 között İmralı szigetén, a Márvány-tengeren tartották fogva. Öcalan számos könyvet publikált a börtönből, a legújabbat 2012-ben.

## Élete
Abdullah Öcalan az észak törökországi Şanlıurfa tartományban található Ömerli  faluban született egy hét gyermekes család legidősebb fiúgyermekeként. Egyes források szerint 1948. április 4-én látta meg a napvilágot, de nem létezik hivatalos dátum a születésére vonatkozóan. Állítása szerint még saját maga sem tudja, mikor született pontosan. Néhány nem megerősített forrás szerint Öcalan anyja és nagyanyja török etnikumú volt. Amikam Nachmani – az izraeli Bar-Ilan University előadója szerint Öcalan nem beszélte a kurd nyelvet mindaddig, amíg 1991-ben találkoztak. „Azt mondta nekem, hogy törökül beszél, törökül ad parancsot és törökül gondolkodik.” – írta Nachmani.
A középiskola után nem sokkal az isztambuli egyetem jogi karára jelentkezett, majd az első év után ezt felcserélte az ankarai egyetemmel, ahol politikai tudományokat kezdett tanulni. A kommunista és nacionalista eszmék iránt egyaránt fogékony ankarai egyetemistát 1972-ben „kurdpárti tevékenység” vádjával 7 hónapos börtönbüntetésre ítélték. Abdullah politológiai tanulmányait nem fejezte be, helyette egyre inkább a kurd függetlenségi mozgalmak felé fordult.
1978-ban megalakította a Kurd Munkáspártot, a PKK-t, melynek fő célkitűzése a kurd nép kulturális és emberi jogainak javítása, illetve a kurd lakta területek szuverenitásának kiharcolása volt. Néhány évnyi szíriai „felkészülés” után, 1984-ben a PKK megindította máig is tartó kegyetlen harcát Kurdisztán függetlenségéért. A karizmatikus vezető személyesen soha nem vett részt az általa elindított harcban, az ő feladata a kurd „szabadságharcosok” ideológiai és fizikai felkészítése, illetve a csapatok és az akciók irányítása volt. A kurd lázadók harca több mint 40 ezer ember halálát okozta, főleg kurdokét.